# Natasha Arthy
Natasha Arthy (23 de mayo de 1969 en Gentofte, Dinamarca ) es una guionista, directora de cine y productora danesa, más conocida por su película Dogma 95 que estrenó en 2003 Se til venstre, der er en Svensker (en EE. UU.: Old, New, Borrowed and Blue), que recibió el Gran Premio del Jurado en el Festival de Cine de Los Ángeles. En español se estrenó con el título La tacha azul.

## Filmografía

### Directora
- Fightgirl Ayse (2007)[3]
- Se til venstre, der er en Svensker (2003) ... a.k.a. Dogme # 32 ... también conocido como Old, New, Borrowed and Blue (film) (EE. UU.)
- Mirakel (2000) ... también conocido como Milagro (Internacional: título en inglés)[4]
- Barbie (1997)
- Drengen de kaldte Kylling (1997) miniserie de TV
- Fanny Farveløs (1997) ... también conocido como Penny Plain[5]
- Y's fantom farmor (1996) miniserie de TV
- Container Conrad (1995) Miniserie de TV
- Forunderlige Frede (1995) miniserie de televisión
- Fortælle frikadelle (1993) miniserie de televisión

### Productora
- Anton - min hemmelige ven II (2002) Serie de televisión (productora) (episodios 1.1-1.4, 1.6, 1.8)
- Drengen de kaldte Kylling (1997) miniserie de TV (productor)
- Y's fantom farmor (1996) miniserie de TV (productor)
- Container Conrad (1995) Miniserie de TV (productor)
- Forunderlige Frede (1995) Miniserie de TV (productor)

### Guionista
- Fightgirl_Ayse (2007)
- Y's fantom farmor (1996) miniserie de TV
- Container Conrad (1995) Miniserie de TV